# Musée de la soie
Le musée de la soie est un musée situé à Saint-Hippolyte-du-Fort. La thématique majeure de ses collections est la sériciculture en Cévennes.

## Historique
Le musée a été créé en 1984, à l’initiative de l’ « Association Développement de la Sériciculture en Cévennes ». Son objectif était de conserver, revaloriser et transmettre le patrimoine séricicole cévenol. La création du musée a fait suite à une tentative de relance de l’activité séricicole dans la région dans les années 1980.
Le musée a fermé en 2011 pour des travaux de remise aux normes et a rouvert en Juillet 2013 avec une nouvelle équipe dirigeante : l’ « Association du Musée de la Soie de Saint Hippolyte du Fort ». La commune s’est portée acquéreur de la collection du musée et a pris en charge la réalisation des travaux de remise aux normes.
La nouvelle scénographie du musée, en place depuis sa réouverture en 2013, présente toutes les étapes de transformation du fil de soie, de l’élevage du ver à soie jusqu’à l’étoffe.

## Collections et visite
Le musée est divisé en plusieurs parties, qui suivent l’ordre chronologique de la sériciculture.
La première salle présente une magnanerie reconstituée, où les visiteurs peuvent observer d’avril à octobre un véritable élevage de vers à soie, à tous les stades de la croissance, de l’éclosion des vers aux papillons. Le matériel nécessaire à l’élevage des vers à soie est également visible : boites à graine, incubateurs, paniers pour récolter les feuilles de mûrier, coupe-feuilles, matériel pour la sélection des vers…
La seconde salle est consacrée à la filature, c’est-à-dire à la fabrication du fil de soie à partir des cocons. Les objets nécessaires à cette activité : bassines de battage, bassines de dévidage, « bassine de filature », bancs à dévider… sont présentés.
La troisième salle est centrée sur le tissage: ourdissoir, métiers à tisser manuels et mécaniques, mécanique Jacquard… et le tricotage, en particulier des bas de soie, activité plus spécifique des Cévennes.
Une salle vidéo diffuse des films d’archives sur la sériciculture dans les années 1940.
Un espace enfant leur permet de toucher, manipuler (étoffes de soie, cocons, bourrette) et d'utiliser librement microscopes et métiers à tisser.
Un espace est dédié aux artisans créateurs locaux et à leurs créations textiles en fibres naturelles. Il constitue une continuation des collections du musée et une vitrine pour le travail des créateurs locaux : tissage artisanal, peinture sur soie, teinture végétale, feutre de laine…
La boutique constitue également le point de vente des Soieries des Cévennes "EYOS", l’une des dernières entreprises de soie françaises.